# Benkara microcarpa
Benkara microcarpa là một loài thực vật có hoa trong họ Thiến thảo. Loài này được (Bartl. ex DC.) Ridsdale mô tả khoa học đầu tiên năm 2008.